# Vili Beroš
Vili Beroš (Spalato, 13 dicembre 1964) è un politico e neurochirurgo croato, Ministro della salute dal 31 gennaio 2020 al 15 novembre 2024.

## Biografia
Nato a Spalato, ha studiato nella vicina città di Gelsa, e dopo aver concluso gli studi si è iscritto alla facoltà di medicina dell'Università di Zagabria, laureandosi nel 1989 con un voto medio di 4,83.
Nel 2006 ha ottenuto un dottorato di ricerca post laurea in biologia molecolare dalla facoltà di scienze della stessa Università.
In seguito alle dimissioni del ministro Milan Kujundžić, è stato nominato ministro dal Primo ministro croato Andrej Plenković. Poiché alla Croazia nel 2020 è spettata la presidenza del Consiglio dell'Unione europea, Beroš ha dovuto presiedere le riunioni dei ministri della salute dei 27 Stati membri, focalizzate principalmente sulla risposta alla pandemia di COVID-19.
Il 15 novembre 2024, in seguito ad uno scandalo di corruzione viene dimissionato dal governo ed arrestato.